# Vanini
Vanini is een gemeente in de Braziliaanse deelstaat Rio Grande do Sul. De gemeente telt 2.045 inwoners (schatting 2009).